# Bild
A Bild (magyarul am. Kép) német bulvárlap. Kiadója az Axel Springer médiakonszern. 2021. október 18-án a kiadó bejelentette, hogy felmentették Julian Reichelt főszerkesztőt.

## Története
Az első kiadás 1952. június 24-én jelent meg. A legelső újság 4 oldalból állt és nem kellett érte fizetni, ingyen adták. Később 10 pfennigbe került. A lapok elején és végén nagyméretű fotók voltak, illetve a többi belső részén pedig, rövid hírek, horoszkópok.

## Megjelenés, olvasottság

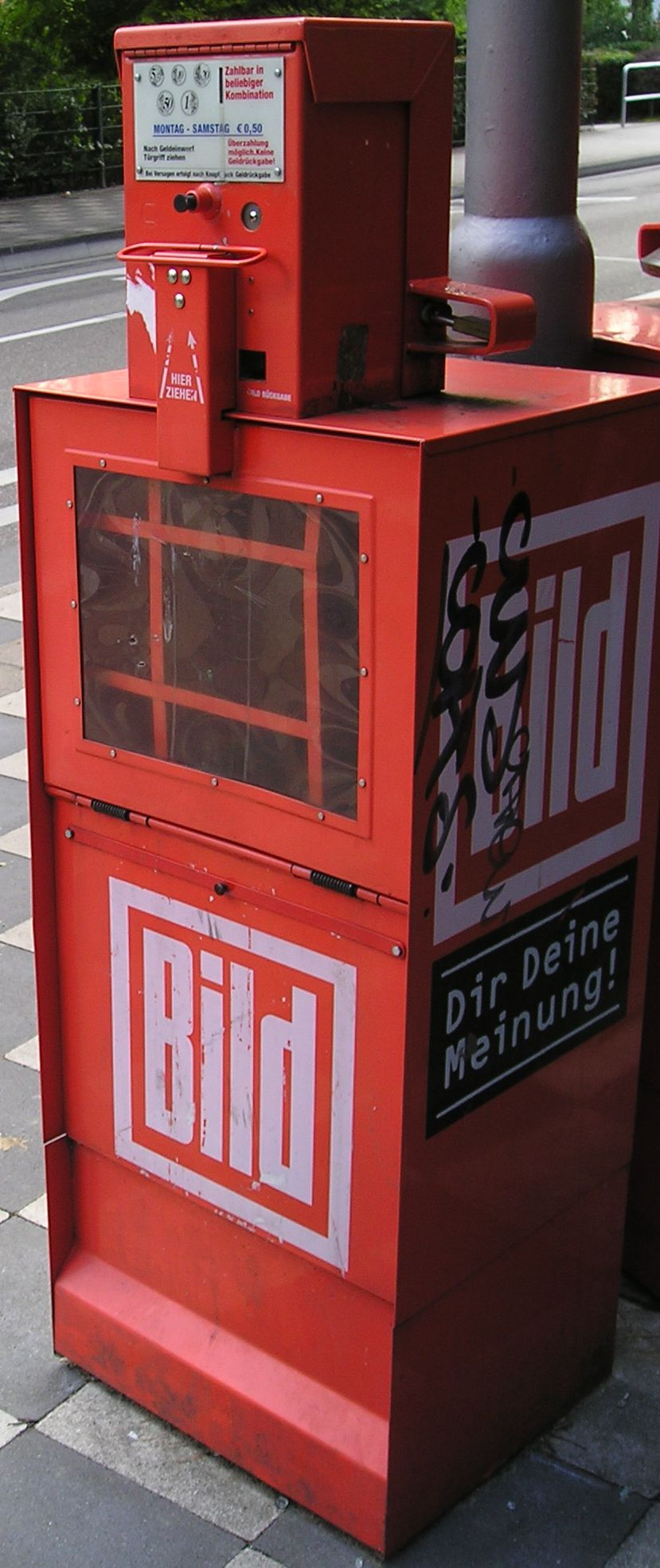
Egy újságautomata

Az újság hétfőtől szombatig jelenik meg. Egy országos és 33 különböző regionális kiadása van, többféle tartalomban és kerületben. Vasárnaponként megjelenő „testvérújsága” Bild am Sonntag. Németországban egy példány ára körülbelül 50-60 cent. 2007 szeptemberében a napi eladott példányszáma három és félmillió körüli volt. A Bildet 44 országban, több mint százezer helyen árusítják. Az újságra nem lehet előfizetni. Manapság is úgy lehet megvásárolni az utcán, mint az első bulvárlapokat. A korábban szokásos újságárusokat idővel részben vagy teljesen felváltották az automaták.

## Forma és szerkezet
A Bild kezdetek óta az északi formátumot alkalmazza (376 X 528 mm). A szalagcím mindig a törésvonal felett szerepel. DTP – programmal és a QuarkXPress-szel állítják elő. Szerkezete 3 fő színből van összevágva (fekete, fehér, piros). A kampányoknál, bizonyos eseményeknél, mint például az építészetnél, futball világbajnokságoknál, a terrorizmusnál (2001. szeptember 11.) vagy éppen a falomlásnál a Bild-logó rövid időre át lett kapcsolva.
A lap nyomtatási helyszínei (Ahrensburg, Berlin, Hannover, Lipcse, Essen-Kettwig, Neu-Isenburg, München és Syke), míg külföldi városokban, különleges külföldi példány nyomtatás folyik (Madrid, Mallorca, Las Palmas, Milánó, Athén, Antalya).

## Reklámok
Különböző nyereményjátékokon keresztül (Bingo, Lottó), szándékos reklámok, úgy nevezett Volks- produkciókkal próbálkoznak, hogy az olvasókat, így csábítsák még közelebb az újsághoz. A bild.de honlapja a Bild napilapnak.

## Sportrovat
A sport a Bild egyik súlypontja. A többi német napilapnál terjedelmesebben foglalkozik a sporteseményekkel. 1000 alkalmazottja közül kb. minden negyedik sportriporter. Minden helyi szerkesztőségben van egy független sportszerkesztőség, amely a régióban történtekről tudósít. A helyi sporteseményeken túl csak a német labdarúgó-bajnokság első osztályáról írnak.
Az olvasók több mint 50 százaléka mondja azt, hogy az újságot elsősorban vagy kizárólag a sport miatt vásárolja.

## Stílusa
A Bild saját stílusát „új újságírásnak” nevezi. A bulvárlap cikkei nyelvtanilag és tartalmilag nagyon le vannak rövidítve, egyszerűsítve. Nyelvi eszközökkel erős érzelmi felindulást próbálnak kelteni az olvasókban, például többes számban szólítják meg őket.

## Kritikák
Az első benyomásra a Bild pletyka és szórakoztató cikkeket tartalmaz. A világról egy olyan képet fest, amely nem valóságos. Például a dramatikusabb, szenzációsabb cikkeket is közöl. Ezzel együtt a Bild karaktere miatt sokszor a kritika középpontjában áll. Az ilyen kritikákkal, amelyek már 1960 óta jelenik meg róluk, nem nagyon foglalkoznak, sőt nem is érdeklik őket, ezért sem változtatnak a cikkek tartalmán, stílusán.